# 악마가 와서 피리를 분다
《악마가 와서 피리를 분다》(일본어: 悪魔が来りて笛を吹く)는 요코미조 세이시의 1973년작 추리소설로, 명탐정 긴다이치 고스케 시리즈의 하나이다. 1951년부터 1953년까지 잡지 「보석」에 연재된 작품으로, 방탕과 타락으로 가득한 전 귀족 가문에서 일어난 복잡한 3중 살인사건을 명쾌한 추리로 해결하는 긴다이치 고스케의 활약을 그린다. 전후의 혼란과 귀족 계급의 몰락 등 당대 사회상이 잘 반영된 작품이다. 대한민국에는 시공사에서 정명원 번역으로 출간되었다.

## 줄거리
쇼와 22년(1947년) 일본을 떠들썩하게 한 '천은당 사건'의 용의자로 지목된 바 있던 전 자작 '츠바키 히데스케'가, 집을 떠나 신슈 지방에서 자살한 시체로 발견된다. 그러나 자작의 유족들로부터 분명 죽었을 터인 츠바키 자작을 목격했다는 이야기가 들려오고, 자작의 딸 미네코는 명탐정 긴다이치 고스케에게 정말로 아버지는 돌아가신 건지 밝혀달라는 의뢰를 해온다.
긴다이치는 아자부 롯폰기에 있는 자작의 저택에서 행해진 모래점 의식에 참여한다. 그때 모래 위에는 '악마의 문장'이라 불리는 표식이 나타나고, 어디선가 츠바키 자작이 작곡한 플루트곡 '악마가 와서 피리를 분다'의 레코드 소리가 울려퍼진다. 그리고 다음날 츠바키 자작의 처삼촌 다마무시 백작이 방 안에서 시체로 발견된다. 방은 문이 잠겨 있어 밀실살인이라는 결론이 내려진다. 사건을 조사하는 과정에서 츠바키 자작이 전에 연루되었던 천은당 사건이 다시 언급되었고, 긴다이치는 츠바키 자작이 죽기 전 걸은 행보를 조사하기 위해 데가와 형사와 함께 고베 지역으로 향한다.
츠바키 자작은 가문의 충격적인 진실을 파헤치기 위해 그곳으로 향했던 것으로 알려졌다. 그 진실이란, 자작의 처남 신구 도시히코 자작이 별장에서 여종 고마를 강간해 사요코라는 딸을 낳았으며, 또 신구 자작이 누이이자 자작의 부인 아키코와 관계해 하루오라는 아들을 낳았고, 하루오는 또 다시 사요코와 관계해 임신을 시켰다는 것이었다. 긴다이치와 데가와 형사는 고마와 사요코, 하루오 등을 찾았지만 사요코는 죽었고 하루오는 행방불명, 그리고 고마는 그들이 찾기 불과 하루 전에 누군가에게 살해된 뒤였다.
그 무렵 츠바키 저택에서는 모두가 나간 사이 신구 자작이 살해된다. 이번에도 츠바키 자작의 '악마가 와서 피리를 분다' 레코드곡이 울려퍼진다. 한편 천은당 사건의 진범 '이오 도요사부로'라는 사나이가 노상에서 참혹하게 난자된 시체로 발견된다. 긴다이치는 츠바키 자작의 친구 아들이라 주장하는 미시마 도타로라는 청년이 실은 신분을 속인 정체불명의 인물임을 간파한다.
아키코는 거울에서 악마의 문장을 목격하고 더는 이 저택에서 살 수 없다면서, 별장으로 갔는데, 그곳에서 주치의 메가 박사가 준 약을 먹고 사망한다. 약에는 청산가리가 들어 있었다. 긴다이치는 마침내 미시마 도타로가 다마무시 백작, 신구 자작, 아키코를 살해한 진범이라는 것을 밝혀낸다. 미시마의 진짜 정체는 신구 자작의 사생아 가와무라 하루오로, 츠바키 자작을 협박해 집안에 숨어든 뒤 파렴치한 친부모에게 복수를 했던 것이다. 모든 진상이 밝혀진 현장에서 하루오는 츠바키 자작의 플루트로 '악마가 와서 피리를 분다'를 연주하고는, 연주가 끝남과 동시에 플루트에 묻혀둔 청산가리에 중독되어 죽음을 맞는다.

## 등장인물

### 츠바키 가문
- 츠바키 히데스케(椿英輔)
  - 미네코(美禰子)
  - 아키코(秋子)
- 다네(お種)
- 시노(信乃)
- 메가 주스케(目賀重亮)

### 신구 가문
- 신구 도시히코(新宮利彦)
  - 하나코(華子)
  - 가즈히코(一彦)

### 다마무시 가문
- 다마무시 기미마루(玉虫公丸)
  - 기쿠에(菊江)

### 가와무라 가문
- 가와무라 다츠고로(河村辰五郎)
  - 다마
- 호리이 고마코(堀井駒子)
- 가와무라 하루오(河村治雄)
- 호리이 사요(堀井小夜)

### 미시마 가문
- 미시마 쇼고(三島省吾)
  - 가츠코(勝子)
  - 도타로(東太郎)

### 기타
- 이오 도요사부로(飯尾豊三郎)
- 지도(慈道)
- 긴다이치 고스케(金田一耕助)
- 도도로키 다이시(等々力大志)
- 데가와(出川)
- 사와무라(沢村)

## 영화

### 1954년
1954년 4월 27일에 공개되었다.

### 1979년
1979년 1월 20일에 공개되었다.

## 라디오 드라마
1975년 8월 11일 ~ 23일, NHK 라디오 제1방송에서 17 일을 제외 매일 밤 15분씩 방송되었다.

## 텔레비전 드라마

### 2007년
2007년 후지 TV '금요 프리스테이지'에서 방영되었다. 캐스팅은 다음과 같다.
- 이나가키 고로 - 긴다이치 고스케
- 고히나타 후미요 - 요코미조 세이시
- 구니나카 료코 - 츠바키 미네코
- 에노키 다카아키 - 츠바키 히데스케 / 이오 도요사부로
- 아키요시 구미코 - 츠바키 아키코
- 나리미야 히로키 - 미시마 도타로
- 하마오카 마야 - 다네
- 이부 마사토 - 메가 주스케
- 호타루 유키지로 - 다마무시 도시히코
- 와타베 고타 - 다마무시 가즈히코
- 하마다 아키라 - 다마무시 기미마루
- 노나미 마호 - 기쿠에
- 야마다 스미코 - 산슌인 주인
- 다카하시 마이 - 가와무라 사요코
- 긴푼초 - 가와무라 고마코
- 시오미 산세이 - 다치바나 서장

### 2018년
NHK BS 프리미엄에서 2018년 7월 28일 21:00 - 22:59에 방송 예정된다.
- 요시오카 히데타카 - 긴다이치 고스케]